# Epuraea thoracica
Epuraea thoracica är en skalbaggsart som beskrevs av Tournier 1872. Epuraea thoracica ingår i släktet Epuraea, och familjen glansbaggar. Arten är reproducerande i Sverige.